# Vettius Rufinus
Vettius Rufinus war ein römischer Beamter und Konsul der Spätantike.
Über Rufinus ist fast nichts bekannt. In den meisten Quellen wird er nur Rufinus genannt, nur auf einer Inschrift aus Süditalien, deren wahrscheinlich vollständige Version uns allerdings nur durch Abschriften aus der Renaissance erhalten ist, begegnet der Name Vettius. Eine Verwandtschaft mit Gaius Vettius Cossinius Rufinus, dem Konsul des Jahres 316, ist wahrscheinlich, er könnte dessen Sohn oder Neffe gewesen sein. Vermutlich ist Vettius Rufinus mit dem Rufinus identisch, der zwischen 318 und 320, vermutlich als Vormund oder Begleiter des kurz zuvor von Konstantin I. zum Caesar erhobenen Kaisersohnes Crispus in Gallien, als Prätorianerpräfekt nachweisbar ist. Als solcher scheint er mit Crispus gegen die Franken gezogen zu sein.
Im Jahr 323 bekleidete Rufinus als zweiter Konsul (consul posterior) gemeinsam mit Acilius Severus das Konsulat, das zu dieser Zeit zwar kaum noch politisches Gewicht hatte, aber dennoch als besonders ehrenvoll galt. Das Konsulamt hatte eine eponyme Funktion, die Jahre wurden also nach den beiden Konsuln benannt, weshalb Rufinus’ Name recht häufig in den Quellen auftaucht – vor allem in Konsularfasten und Inschriften.